# Liste der Distanzsteine im Burgenlandkreis
Die Liste der Distanzsteine im Burgenlandkreis umfasst alle Distanzsteine im Burgenlandkreis.

## Allgemeines
Im Burgenlandkreis sind folgende verschiedene Distanzsteintypen vorhanden:
- preußischer Meilenstein
- Kursächsische Postmeilensäule
- Wegweisersäule (auch wenn diese nicht immer eine Distanzangabe enthielten).

Durch die Umstellung von Meile auf Kilometer als Längenmaß wurden manche Steine umgesetzt und umgenutzt, so dass sie mit unter mehreren Typen zugeordnet werden.

## Meilensteine
| Artikel                 | Denkmal-ID | Ausweisungsart | Lage                                                         | Beschreibung                                                                          | Kommune     | Ort         | Bild |
| ----------------------- | ---------- | -------------- | ------------------------------------------------------------ | ------------------------------------------------------------------------------------- | ----------- | ----------- | ---- |
| Meilenstein Beersdorf   | 094 86572  | Kleindenkmal   | ehemaliger Verlauf der Fernverkehrsstraße 2                  | preußischer Halbmeilenstein steht ebenfalls im Bundesland Sachsen unter Denkmalschutz | Elsteraue   | Beersdorf   |      |
| Meilenstein Droßdorf    | 094 66110  | Kleindenkmal   | B 2 südlich des Ortes                                        | Meilenstein                                                                           | Gutenborn   | Droßdorf    |      |
| Meilenstein Gleina      | 094 66220  | Kleindenkmal   | K 2214 – östlicher Ortseingang – ehemalige Staatschaussee 73 | preußischer Viertelmeilenstein                                                        | Elsteraue   | Gleina      |      |
| Meilenstein Hollsteitz  | 094 86586  | Baudenkmal     | B 180                                                        | preußischer Viertelmeilenstein                                                        | Kretzschau  | Hollsteitz  |      |
| Meilenstein Krimmlitz   | 094 66222  | Kleindenkmal   | B 2                                                          | preußischer Viertelmeilenstein                                                        | Elsteraue   | Krimmlitz   |      |
| Meilenstein Kuhndorf    | 094 66221  | Kleindenkmal   | B 2                                                          | preußischer Viertelmeilenstein                                                        | Gutenborn   | Kuhndorf    |      |
| Meilenstein Loitzschütz | 094 66111  | Kleindenkmal   | B 2                                                          | preußischer Ganzmeilenstein                                                           | Gutenborn   | Loitzschütz |      |
| Meilenstein Loitzschütz | 094 66112  | Kleindenkmal   | B 2                                                          | preußischer Halbmeilenstein                                                           | Gutenborn   | Loitzschütz |      |
| Meilenstein Roda        | 107 20004  | Baudenkmal     | L 13                                                         | preußischer Viertelmeilenstein                                                        | Osterfeld   | Roda        |      |
| Meilenstein Salsitz     | 094 85932  | Baudenkmal     | L 193 westlicher Ortsausgang                                 | Meilenstein                                                                           | Kretzschau  | Salsitz     |      |
| Meilenstein Schkauditz  | 094 86576  | Baudenkmal     | westlicher Ortsausgang                                       | Meilenstein                                                                           | Wetterzeube | Schkauditz  |      |
| Meilenstein Stößen      | 094 83795  | Baudenkmal     | K 2203 – ehemaliger Verlauf der B 180                        | preußischer Viertelmeilenstein                                                        | Stößen      | Stößen      |      |
| Meilenstein Tagewerben  | 094 66151  | Baudenkmal     | B 91                                                         | preußischer Halbmeilenstein                                                           | Weißenfels  | Tagewerben  |      |
| Meilenstein Theißen     | 094 66133  | Baudenkmal     | B 91                                                         | preußischer Halbmeilenstein                                                           | Theißen     | Theißen     |      |
| Meilenstein Theißen     | 094 66134  | Baudenkmal     | B 91                                                         | preußischer Ganzmeilenstein                                                           | Theißen     | Theißen     |      |
| Meilenstein Theißen     | 094 66226  | Kleindenkmal   | B 91                                                         | preußischer Viertelmeilenstein                                                        | Theißen     | Theißen     |      |
| Meilenstein Weißenfels  | 094 66152  | Baudenkmal     | L 182                                                        | preußischer Ganzmeilenstein                                                           | Weißenfels  | Weißenfels  |      |
| Meilenstein Wernsdorf   | 094 66136  | Baudenkmal     | B 91                                                         | preußischer Halbmeilenstein                                                           | Teuchern    | Nessa       |      |
| Meilenstein Wernsdorf   | 094 66135  | Baudenkmal     | B 91                                                         | preußischer Ganzmeilenstein                                                           | Teuchern    | Nessa       |      |
| Meilenstein Zeitz       | 094 66109  | Kleindenkmal   | K 2214                                                       | preußischer Ganzmeilenstein                                                           | Zeitz       | Zeitz       |      |

## Kursächsische Postmeilensäulen
| Artikel               | Denkmal-ID | Ausweisungsart | Lage         | Beschreibung                  | Kommune | Ort   | Bild |
| --------------------- | ---------- | -------------- | ------------ | ----------------------------- | ------- | ----- | ---- |
| Halbmeilenstein Zeitz |            | Kleindenkmal   | Schloßstraße | kursächsische Postmeilensäule | Zeitz   | Zeitz |      |

## Wegweisersäulen
| Artikel                | Denkmal-ID | Ausweisungsart | Lage                                        | Beschreibung   | Kommune      | Ort          | Bild |
| ---------------------- | ---------- | -------------- | ------------------------------------------- | -------------- | ------------ | ------------ | ---- |
| Wegweiser Dehlitz      | 094 15392  | Baudenkmal     | Adolf-von-Richter-Straße in Dehlitz         | Wegweiserstein | Lützen       | Dehlitz      |      |
| Wegweiser Haynsburg    | 094 86583  | Baudenkmal     | K 2225 – westlich vom Bahnhof               | Wegweiserstein | Wetterzeube  | Haynsburg    |      |
| Wegweiser Krawinkel    | 107 20013  | Kleindenkmal   | Kreuzung zweier Feldwege westlich des Ortes | Wegweiserstein | Bad Bibra    | Krawinkel    |      |
| Wegweiser Kuhndorf     | 094 85527  | Kleindenkmal   | innerhalb des Ortes                         | Wegweiserstein | Gutenborn    | Kuhndorf     |      |
| Wegweiser Millingsdorf | 094 30054  | Kleindenkmal   | am westlichen Ortsrand                      | Wegweiserstein | Eckartsberga | Millingsdorf |      |
| Wegweiser Nebra        | 094 30580  | Kleindenkmal   | B 250                                       | Wegweiserstein | Nebra        | Nebra        |      |
| Wegweiser Saubach      | 094 83883  | Baudenkmal     | nördlich des Ortes                          | Wegweiserstein | Finneland    | Saubach      |      |